# Thalia Zedek
Thalia Zedek (nascida em 1961), norte-americana, é cantora e guitarrista.

## Biografia
Zedek cresceu na área metropolitana de Washington, D.C., tendo estudado na Springbrook High School em Maryland, onde tocava clarinete na banda marcial sob a dire(c)ção de Charles Sickafus. A fase inicial do punk (por volta de 1977), em particular Patti Smith influenciou fortemente a formação da estética musical de Zedek quando ela já estava no final de sua adolescência. Ainda no colegial, ela viajou com seu irmão, Dan Zedek (a(c)tualmente dire(c)tor editorial de design no Boston Globe), a Nova Iorque para assistir a um show de Patti Smith.
Zedek se mudou para Boston em 1979, onde estudou na Universidade de Boston por um semestre antes de decidir seguir uma carreira musical. Sua primeira banda, o grupo formado exclusivamente por garotas White Woman, se rompeu após alguns anos e ela formou o Dangerous Birds. Essa banda foi ligeiramente mais bem sucedida e gravou um single - Smiling Face (Do You Recognize Me) - que chegou a ser executado em rádios universitárias e comerciais alternativas; mas Zedek queria um som mais violento em contraste com o estilo "pop feminino" de suas companheiras de banda. Seu projeto posterior, Uzi, seguiu esse objetivo, produzindo o EP Sleep Asylum. Esse EP é caracterizado por letras ameaçadoras evasivas, porém sutis sobrepostas a faixas instrumentais lúgubres que unem densas e vigorosas camadas melancólicas de arranjos de guitarra, combinadas com sintetizador e efeitos de gravação. Mas apesar de parecer promissor, o grupo Uzi acabou devido a tensões entre Zedek e o baterista Danny Lee.
Em seguida ela se tornou vocalista da banda nova-iorquina Live Skull que já estava bem estabelecida. Enquanto o álbum Dusted, o primeiro produzido com a sua colaboração, refletia uma intensa sinergia entre o estilo vocal de Zedek e a complexidade instrumental histriônica do Live Skull, o trabalho seguinte Positraction teve dificuldades e o Live Skull também foi dissolvido devido a conflitos em 1990. Nessa época Zedek sofreu com problemas em consequência à dependência a heroína. Motivada a tentar livrar-se do vício, ela voltou a Boston e encontrou o apoio de amigos. Logo ela formaria o Come com o ex-baterista da banda Codeine, Chris Brokaw. Nesse ponto, ela teve seus maiores sucessos, lançando quatro álbuns antes da dissolução do grupo em 2001. Naquele mesmo ano, ela também gravou Been Here And Gone, seu primeiro projeto solo. Zedek foi participante da turnê 1998 Suffragette Sessions, organizada pelas Indigo Girls.
Apesar do limitado sucesso comercial, Zedek tem sido amplamente aclamada pela crítica durante sua carreira e dentro da esfera do indie-rock tem considerável influência, particularmente na prolífica cena independente de Boston que já gerou muitos artistas notáveis.

## Discografia

### Álbuns
- Live at Tonic, NYC 1/16/2000
- Been Here And Gone, 2001
- hell is in hello, 2004
- Trust Not Those in Whom Without Some Touch Of Madness, 2004
- The Nature of Drones, 2005

### EPs
- You're a Big Girl Now, 2002